# Der Dicke und ich
Der Dicke und ich ist ein deutscher Kinderfilm der DEFA von Karl Heinz Lotz aus dem Jahr 1981. Er beruht auf dem gleichnamigen Kinderbuch von Jens Bahre (Text) und Hans Ticha (Illustration). Bahre war auch am Drehbuch beteiligt war.

## Handlung
Während eines Ostseeurlaubs erfährt der 9-jährige Flori, dass sich seine Eltern scheiden lassen wollen. Zusammen mit seinem 16-jährigen Bruder Jörg wird er bei der Mutter wohnen. Zwar bleibt der Vater im nahen Berlin, doch vereinbart er mit der Mutter, sich vollkommen aus dem Leben der Söhne zurückzuziehen. Flori gegenüber verspricht er jedoch regelmäßige Besuche und im nächsten Jahr einen erneuten Ostseeurlaub. Der fußballverrückte Flori glaubt den Versprechungen.
Eines Tages deckt die Mutter den Abendbrottisch für vier Personen ein. Der Vierte entpuppt sich nicht als der Vater, sondern als ihr Kollege Jens, den Flori aufgrund seiner kräftigen Figur jedoch nur „der Dicke“ nennt. Flori rebelliert gegen den neuen Mann im Leben der Mutter, der zudem regelmäßig in der Wohnung übernachtet. Er beginnt, dem Dicken das Leben schwer zu machen, weist seine Freundlichkeit zurück, lässt den Autoreifen die Luft ab und benimmt sich frech. In der Schule wiederum erzählt er, dass der Vater ihn jede Woche besucht, was am Ende zu einer Prügelei mit seinem besten Freund Ofen führt, weiß der es doch besser. Der Dicke lässt die Anfeindungen des Jungen klaglos über sich ergehen und gibt ihm sogar 20 Mark, als er sie verlangt. Irgendwann ist seine Geduld jedoch erschöpft, hat er doch alles getan, um Flori von sich zu überzeugen. Der Dicke und die Mutter erwägen, sich zu trennen, und der Dicke geht, als der Junge ihn mal wieder respektlos behandelt hat.
Mit seinem Freund Ofen spielt Flori zwar gerne Streiche, doch gießt er mit ihm zum Beispiel auf die Balkonblumen. Als beide es sich leicht machen wollen und die Pflanzenschalen aus einem Eimer gießen, stürzt eine der Schalen in die Tiefe und fällt auf das Autofenster des Dicken, der gerade vorgefahren ist. Der Dicke verliert die Beherrschung: Als Flori behauptet, er sei es nicht gewesen, ohrfeigt er ihn. Später erfährt Flori von seiner Mutter, dass sie und der Dicke sich getrennt haben und sich auch nicht mehr sehen. Flori erlebt mit Ramona seine erste Liebe und auch sein Bruder Jörg hat in Sandra eine Freundin. Mit der Zeit plagt Flori das schlechte Gewissen und er gesteht seiner Mutter, dass er das mit dem Blumenkasten nicht gewollt habe. Sie macht ihm nur deutlich, dass seine Entschuldigungen bei ihr an der falschen Stelle sind. Kurz darauf erhält Flori einen Brief vom Dicken. In ihm schreibt er, dass er ihn nicht habe schlagen wollen; wenn er ihn zu Unrecht beschuldigt habe, täte es ihm leid. Kurz darauf besucht der Dicke die Familie. Flori entschuldigt sich bei ihm und der Dicke gibt zu, einfach die Geduld verloren zu haben. Die Familie nähert sich langsam an. Beim großen Umzug, der die Mutter mit den beiden Kindern aus dem Altbau in eine Neubausiedlung führen wird, helfen der Dicke und auch der Vater mit. Zu fünft trinken sie Kaffee, bevor Flori sich von seinem Vater verabschiedet und mit dem Dicken im Umzugswagen zur neuen Siedlung fährt.

## Produktion
Der Dicke und ich wurde bis Frühjahr 1981 unter anderem auf dem Darß sowie in Potsdam-Babelsberg gedreht. Drehorte in Babelsberg waren Nowawes, der Park Babelsberg mit dem Flatowturm sowie das damalige Neubaugebiet Zentrum Ost. Das Szenarium stammt von Jens Bahre und Karl Heinz Lotz, für die Dramaturgie war Gabriele Kotte zuständig. Die Kostüme schuf Barbara Braumann, die Filmbauten stammen von Georg Kranz. Der Film erlebte am 13. Dezember 1981 im Berliner Colosseum seine Premiere und war bereits zwei Tage zuvor in den Kinos der DDR angelaufen. Am 2. Januar 1983 zeigte DDR 1 den Film erstmals im Fernsehen der DDR; am 5. März 1983 war er auf dem ZDF auch im Fernsehen der BRD zu sehen.
Es war das Regiedebüt von Karl Heinz Lotz, der in der Rolle des Flori seinen eigenen Sohn Gregor besetzte. Er selbst hat einen Cameo-Auftritt als Karussellbesitzer auf dem Rummel. Petr Skarke als der Vater wurde von Jaecki Schwarz synchronisiert.

## Kritik
Die zeitgenössische Kritik zeigte sich dem Film zwiespältig gegenüber. Gelobt wurde die „disziplinierte eigenständige Haltung zum Alltagsgeschehen“, die Regisseur Lotz zeige. Der Film erzähle seine Geschichte „in sympathisch behaglicher Genauigkeit und behutsam schildernder Normalität“. Das Neue Deutschland empfand gerade die „bewußt sachliche und kühle Erzählweise“, die eine für das Kind dramatische Begebenheit zur Alltäglichkeit werde lasse, als kritikwürdig, da Autor, Dramaturgin und Regisseur dadurch „den eigenen Standpunkt zu diesem moralischen Konflikt schuldig [bleiben]“. Andere Kritiker meinten, dass der Konflikt im Film zwar ruhig, aber nicht ohne Leidenschaft angegangen werde. Renate Holland-Moritz schrieb, dass der Film „nicht endend wollende… Passagen von Langeweile“ besitze.
Der bundesdeutsche film-dienst nannte Der Dicke und ich ein „thematisch beachtenswertes Regiedebüt, künstlerisch durchschnittlich, aber mit vielversprechenden Ansätzen in Milieugestaltung, Schauspielerführung und Konfliktbewusstsein.“